# Kadarka
De Kadarka-druif komt oorspronkelijk uit de Balkan. De Kadarka is in de 16e eeuw naar Hongarije gebracht en is in Hongarije, nadat deze onder het communisme bijna was verdwenen, de meest aangeplante blauwe druif. Ze is een van de belangrijkste druiven in traditionele Bikavér (Stierenbloed). Voornaamste wijnregio's voor Kadarka zijn Eger en Szekszárd in Hongarije, kleinschalig aangeplant rond de Neusiedlersee in Oostenrijk en in het noorden van Bulgarije. Ten slotte komt hij ook voor in de regio Vojvodina in Servië.

## Kenmerken
De druif is bijzonder vatbaar voor rot, omdat de druiven dicht bij elkaar groeien en ertussen poeltjes van vocht kunnen ontstaan na regen. In warme en zonnige dagen daarna koken de druppels waardoor de relatief dunne schilt knapt en er rotting optreedt.
Er kan goede en tanninerijke wijn van worden gemaakt, maar dan moet de in principe woekerende plant zeer regelmatig worden gesnoeid. Gebeurt dit niet of te weinig dan is het resultaat slappe en saaie wijn.
Er bestaat ook een witte variant, namelijk de Arany Sárfehér of Izsáki Sárfehér, die op de grote vlakte van Hongarije groeit. Verwantschap tussen de twee is niet aangetoond.

## Synoniemen
Er bestaan meer dan 100 synoniemen voor deze druif en de belangrijkste zijn :
- Budai Fekete
- Cadarca in Roemenië
- Chernina
- Gamza in Bulgarije
- Lúdtalpú
- Raisin Turc
- Sirena
- Törökszőlő
- Vodnishka in Servië